# 오자키 우소
오자키 우소(일본어: 尾崎右宗, 1972년 9월 29일 ~ )는 일본의 배우이다.